# Trajadura
La trajadura est un cépage blanc du Nord-Ouest du Portugal et de Galice, régions du Vinho verde et du Ribeiro, qui est recommandé pour l'élaboration d'un vin blanc de qualité. Longtemps cultivé en hautain, il est aujourd'hui conduit sur cruzeta.

## Synonyme
Ce cépage est aussi connu sous les noms de : Treixadura (en Galice), Treixadura blanc, Trincadente et Verdello.